# Professor Poopsnagle
Professor Poopsnagle's Steam Zeppelin, in Nederland beter bekend als Professor Poopsnagle, is een Australische jeugdserie van 24 afleveringen uit 1986. De serie werd geproduceerd door de Australische productiemaatschappij Grundy Organisation in samenwerking met Revcom Television, de KRO en TVE in opdracht van een inkoopsamenwerking van televisiezenders en omroepen in diverse landen. Het is een spin-off van de serie Secret Valley die op een soortgelijke manier tot stand kwam en werd dan ook uitgezonden door dezelfde televisiezenders en omroepen als die serie.

## Boek
Het verhaal is in boekvorm verschenen als De vliegende autobus - de avonturen van Professor Poopsnagle. Het boek is geschreven door de Spaanse auteur Thérèsa de Chérisey en in 1987 door Het Spectrum in het Nederlands uitgebracht onder ISBN 9789026902550. Het ISBN van de originele Spaanse uitgave is 9788434827691.
Niet te verwarren met de Nederlandse kinderfilm Peter en de Vliegende Autobus uit 1976.

## Uitzendingen
In Nederland was de serie te zien bij de NPO (KRO) tussen 5 juni en 13 november 1989 en later in 1991, 1994 en 1996. De serie was voor het eerst in 1986 te zien bij Nine Network in Australië. 
Er zijn zes hoofdstukken met ieder vier afleveringen. Ieder hoofdstuk heeft een titel en beschrijft een afgebakend deel van de reis. Een aantal inkopende zenders heeft de hoofdstukken als zes televisiefilms van 90 minuten uitgezonden.

## De hoofdstukken
1. The Stranger Arrives
2. Island Adventure
3. Lost in the Desert
4. Commando Raid
5. Race to the Finish
6. The Last Mineral

## Samenvatting
Professor Poopsnagle (Gerry Duggan) werkte samen met zijn beste vriend Dr. Jose Calandre Garcia (José Maria Caffarel) aan "megastoom"; een brandstof zonder schadelijke uitstoot. 
Helaas verdwijnen Professor Poopsnagle en het recept voor megastoom spoorloos voordat de uitvinding wereldkundig gemaakt kan worden. Er zit voor Doktor Garcia niets anders op dan op zoek te gaan naar de professor. 
Zijn zoektocht leidt hem naar het Secret Valley-kamp en hij vraagt de kinderen aldaar om hulp in zijn zoektocht. Ze bouwen een oude autobus om tot zeppelin en gaan samen met Peter, de inmiddels opgedoken kleinzoon van de professor, op zoek. Niet alleen naar Poopsnagle, maar ook naar zes gouden salamanders waarin aanwijzingen zijn verstopt voor de locatie van de ingrediënten om megastoom te maken.

## Productie
De serie werd geproduceerd door Ian Holmes, Michel Noll, Roger Mirams en Robert Guillemot. De verhaallijn werd bedacht en geschreven door Guillemot en Mirams, aangevuld met Roger Dunne, Betty Quin, Rick Maier, Bruce Stewart en Ken Saunders.

## Rolverdeling
- Gerry Duggan - Professor Poopsnagle
- Justine Clarke - Carmen
- Kelan Angel - Matt
- Philip Henville - Peter
- Marc Gray - Mike
- Rory Bromhead - Jamie
- Mark Kazuhiro Pearce - Sparks
- Melissa Kounnas - Robyn
- José María Caffarel - Doctor Garcia
- Bill Conn - Willie Dingle en Brutus (stem)
- Ric Hutton - Count Sator
- Ron Blanchard - Murk
- Ken Talbot - Shorty
- Tonya Wright - Joanne
- Leonard Teale - Used-to-Was